# Tmesisternus trivittatus
Tmesisternus trivittatus is een keversoort uit de familie boktorren (Cerambycidae). De wetenschappelijke naam van de soort is voor het eerst geldig gepubliceerd in 1835 door Guérin-Méneville-Ménéville.